# Lucha en los Juegos Europeos de Minsk 2019
El torneo de lucha en los II Juegos Europeos se realizó en el Palacio de Deportes de Minsk (Bielorrusia) del 25 al 30 de junio de 2019.
En total fueron disputadas en este deporte 18 pruebas diferentes, 12 masculinas y 6 femeninas, repartidas en las 3 especialidades de este deporte: 6 en lucha grecorromana masculina, 6 en lucha libre masculina y 6 en lucha libre femenina.

## Medallistas

### Lucha grecorromana masculina
| Evento               | Oro                             | Plata                            | Bronce                                                 |
| -------------------- | ------------------------------- | -------------------------------- | ------------------------------------------------------ |
| 60 kg (29 de junio)  | Stepan Marianian · Rusia        | Erik Torba · Hungría             | Victor Ciobanu · Moldavia Dato Chjartishvili · Georgia |
| 67 kg (29 de junio)  | Zaur Kabaloyev · Rusia          | Shmagui Bolkvadze · Georgia      | Mate Nemeš · Serbia Soslan Daurov · Bielorrusia        |
| 77 kg (29 de junio)  | Alexandr Chejirkin · Rusia      | Karapet Chalian · Armenia        | Alex Kessidis · Suecia Tamás Lőrincz · Hungría         |
| 87 kg (30 de junio)  | Zhan Beleniuk · Ucrania         | İslam Abbasov · Azerbaiyán       | Viktor Lőrincz · Hungría Arkadiusz Kułynycz · Polonia  |
| 97 kg (30 de junio)  | Artur Alexanian · Armenia       | Aliaxandr Hrabovik · Bielorrusia | Alexandr Golovin · Rusia Felix Baldauf · Noruega       |
| 130 kg (30 de junio) | Kiryl Hryshchanka · Bielorrusia | Iakob Kadzhaia · Georgia         | Serguei Semionov · Rusia Sabah Şəriəti · Azerbaiyán    |

### Lucha libre masculina
| Evento               | Oro                            | Plata                             | Bronce                                                             |
| -------------------- | ------------------------------ | --------------------------------- | ------------------------------------------------------------------ |
| 57 kg (26 de junio)  | Mahir Əmiraslanov · Azerbaiyán | Stevan Mićić · Serbia             | Zaur Uguyev · Rusia Süleyman Atlı · Turquía                        |
| 65 kg (27 de junio)  | Hacı Əliyev · Azerbaiyán       | Vladimer Jinchegashvili · Georgia | Hor Ohannesian · Ucrania Ajmed Chakayev · Rusia                    |
| 74 kg (26 de junio)  | Zaurbek Sidakov · Rusia        | Soner Demirtaş · Turquía          | Avtandil Kenchadze · Georgia Hacımurad Hacıyev · Azerbaiyán        |
| 86 kg (26 de junio)  | Dauren Kurugliyev · Rusia      | Ali Shabanau · Bielorrusia        | Ahmed Dudarov · Alemania Myles Amine · San Marino                  |
| 97 kg (27 de junio)  | Abdulrashid Sadulayev · Rusia  | Nurməhəmməd Hacıyev · Azerbaiyán  | Elizbar Odikadze · Georgia Aliaxandr Hushtyn · Bielorrusia         |
| 125 kg (26 de junio) | Anzor Jizriyev · Rusia         | Guivi Macharashvili · Georgia     | Cәmalәddin Mәhәmmәdov · Azerbaiyán Olexandr Jotsianivsky · Ucrania |

### Lucha libre femenina
| Evento              | Oro                              | Plata                          | Bronce                                                    |
| ------------------- | -------------------------------- | ------------------------------ | --------------------------------------------------------- |
| 50 kg (28 de junio) | Mariya Stadnik · Azerbaiyán      | Oxana Livach · Ucrania         | Miglena Selishka · Bulgaria Evin Demirhan · Turquía       |
| 53 kg (27 de junio) | Sofia Mattsson · Suecia          | Yuliya Javaldzhy · Ucrania     | Stalvira Orshush · Rusia Nina Hemmer · Alemania           |
| 57 kg (28 de junio) | Iryna Kurachkina · Bielorrusia   | Mimi Jristova · Bulgaria       | Alyona Kolesnik · Azerbaiyán Anastasia Nichita · Moldavia |
| 62 kg (28 de junio) | Yuliya Tkach · Ucrania           | Elmira Qəmbərova · Azerbaiyán  | Mariya Kuznetsova · Rusia Kriszta Incze · Rumania         |
| 68 kg (27 de junio) | Anastasija Grigorjeva · Letonia  | Anastasiya Bratchikova · Rusia | Sofia Gueorguieva · Bulgaria Ala Cherkasova · Ucrania     |
| 76 kg (28 de junio) | Vasilisa Marzaliuk · Bielorrusia | Francy Rädelt · Alemania       | Iselin Solheim · Noruega Epp Mäe · Estonia                |

## Medallero
| Núm. | País        | Oro | Plata | Bronce | Total |
| ---- | ----------- | --- | ----- | ------ | ----- |
| 1    | Rusia       | 7   | 1     | 6      | 14    |
| 2    | Azerbaiyán  | 3   | 3     | 4      | 10    |
| 3    | Bielorrusia | 3   | 2     | 2      | 7     |
| 4    | Ucrania     | 2   | 2     | 3      | 7     |
| 5    | Armenia     | 1   | 1     | 0      | 2     |
| 6    | Suecia      | 1   | 0     | 1      | 2     |
| 7    | Letonia     | 1   | 0     | 0      | 1     |
| 8    | Georgia     | 0   | 4     | 3      | 7     |
| 9    | Alemania    | 0   | 1     | 2      | 3     |
| 9    | Bulgaria    | 0   | 1     | 2      | 3     |
| 9    | Hungría     | 0   | 1     | 2      | 3     |
| 9    | Turquía     | 0   | 1     | 2      | 3     |
| 13   | Serbia      | 0   | 1     | 1      | 2     |
| 14   | Moldavia    | 0   | 0     | 2      | 2     |
| 14   | Noruega     | 0   | 0     | 2      | 2     |
| 16   | Estonia     | 0   | 0     | 1      | 1     |
| 16   | Polonia     | 0   | 0     | 1      | 1     |
| 16   | Rumania     | 0   | 0     | 1      | 1     |
| 16   | San Marino  | 0   | 0     | 1      | 1     |
|      | TOTAL       | 18  | 18    | 36     | 72    |